# Euphorbia lundelliana
Euphorbia lundelliana är en törelväxtart som beskrevs av Léon Camille Marius Croizat. Euphorbia lundelliana ingår i släktet törlar, och familjen törelväxter. Inga underarter finns listade i Catalogue of Life.